# NGC 5395
NGC 5395 est une vaste galaxie spirale située dans la constellation des Chiens de chasse.
NGC 5394 et NGC 5395 forment une paire de galaxies en interaction gravitationnelle qui figure dans l'atlas des galaxies particulières de Halton Arp sous la cote Arp 84. Arp note que NGC 5395 est une spirale avec une compagne de haute luminosité de surface à l'extrémité de l'un de ses bras.

## Description
Sa vitesse par rapport au fond diffus cosmologique est de 3 663 ± 14 km/s, ce qui correspond à une distance de Hubble de 54,0 ± 3,8 Mpc (∼176 millions d'al). NGC 5395 a été découvert par l'astronome germano-britannique William Herschel en 1787.
La classe de luminosité de NGC 5395 est II et elle présente une large raie HI. C'est aussi une galaxie active de type Seyfert 2.
À ce jour, huit mesures non basées sur le décalage vers le rouge (redshift) donnent une distance de 45,637 ± 10,078 Mpc (∼149 millions d'al), ce qui est à l'intérieur des valeurs de la distance de Hubble. Notons cependant que c'est avec la valeur moyenne des mesures indépendantes, lorsqu'elles existent, que la base de données NASA/IPAC calcule le diamètre d'une galaxie et qu'en conséquence le diamètre de NGC 5395 pourrait être d'environ 54,6 kpc (∼178 000 al) si on utilisait la distance de Hubble pour le calculer.

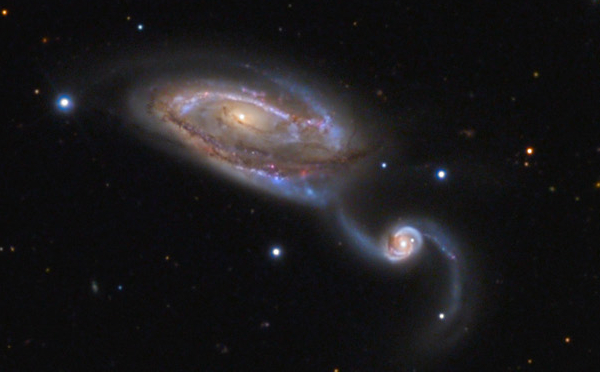
La paire de galaxies d'Arp 84 par le télescope spatial Hubble.
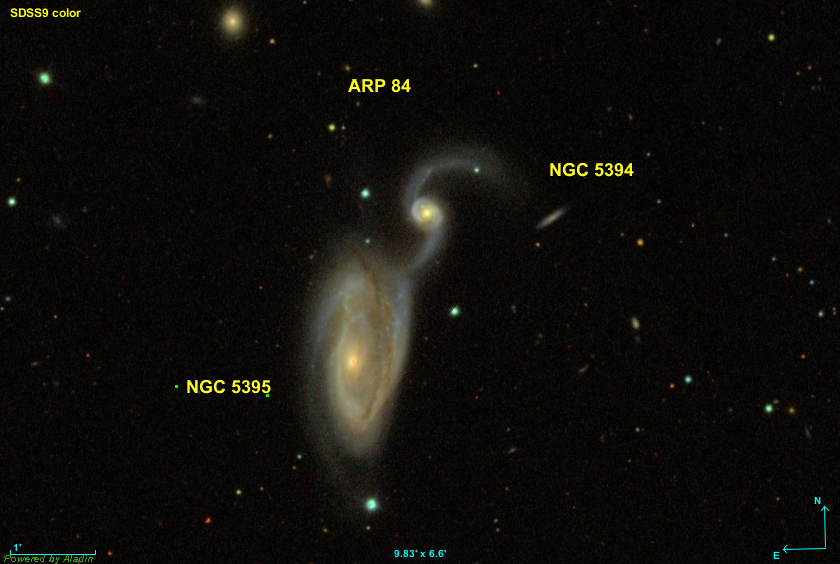
Arp 84 est la paire de galaxies NGC 5394 et NGC 5395.

## Supernova
La supernova SN 2000cr a été découverte dans NGC 5395 le 25 juin par les astronomes amateurs italiens Marco Migliardi et Alessandro Dimai membre de l'association CROSS de l'association astronomique de Cortina. Cette supernova était de type Ic.

## Groupe de NGC 5395

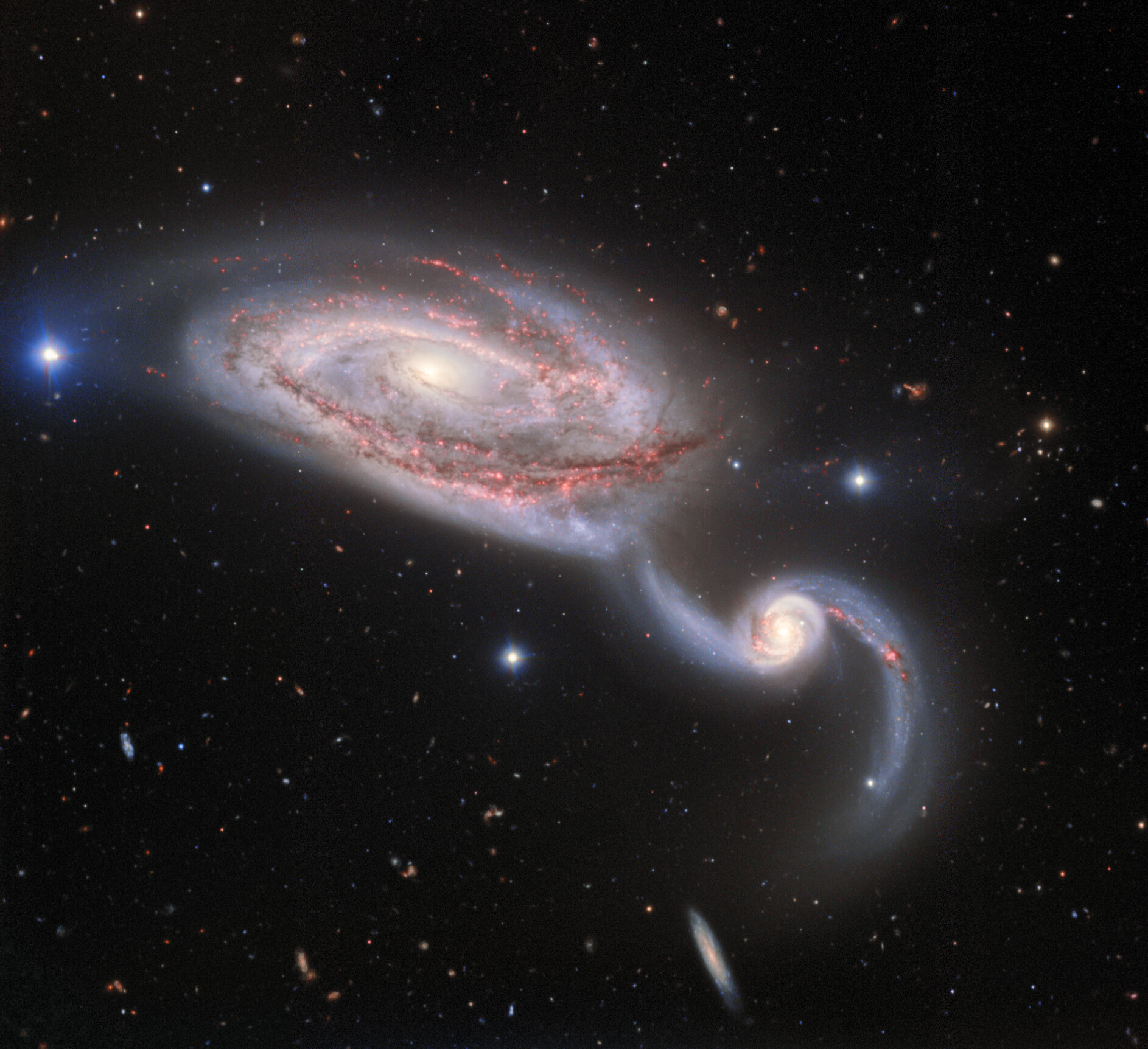
Photo du groupe de NGC 5394-5395

NGC 5395 est la galaxie la plus brillante d'un groupe de galaxies qui porte son nom. Selon A. M. Garcia, le groupe de NGC 5395 compte au moins cinq membres. Les autres galaxies sont NGC 5341, NGC 5351, NGC 5394 et UGC 8806.
D'autre part, Abraham Mahtessian mentionne aussi ce groupe auquel il ajoute la galaxie NGC 5378 et NGC 5380. Ces deux dernières galaxies font partie d'un trio mentionnées par Garcia, le groupe de NGC 5378. Dépendant des critères de regroupement utilisés, ces deux groupes pourraient sans doute être réunis pour former un groupe de huit galaxies.